# Битва при Ордале
В битве при Ордале 12 и 13 сентября 1813 года корпус Первой французской империи во главе с маршалом Луи Габриэлем Сюше совершил ночной штурм позиции, которую занимал меньший по размеру авангард армии англичан и их союзников под общим командованием генерал-лейтенанта лорда Уильяма Бентинка. Союзники, возглавляемые полковником Фредериком Адамом, потерпели поражение и были изгнаны со своей позиции в ущелье близ городка Ордаль, в основном из-за того, что не выставили аванпосты. Следующим утром во время боя в Вильяфранка-дель-Пенедес кавалерия союзников столкнулась с преследующими их французскими всадниками. Сражения произошли во время Пиренейской войны, являющейся частью наполеоновских войн. Ордаль и Эль-Льедонер расположены на дороге между Молинс-де-Рей и Вильяфранка.
Триумф Артура Уэлсли, маркиза Веллингтона, в битве при Витории сильно подорвал позиции Сюше в Валенсии и Арагоне. Поэтому маршал вывел оттуда своих солдат и сосредоточил их возле Барселоны. Когда французы отошли, за ними последовала армия Бентинка из 28 тыс. испанцев, англичан, немцев и итальянцев. Сюше решил нанести удар по авангарду Адама под Ордалем частью своей армии в 12 тыс. солдат, в то время как 7 тыс. человек Шарля Матье Изидора Декана наступали с северо-востока. После поражения авангарда Бентинк покинул Вильяфранка и отступил в Таррагону. Вскоре он подал в отставку.
Победа Сюше не спасла позицию французов в Каталонии. Поскольку его войска постоянно отвлекались для защиты восточной Франции, маршал был вынужден отступить в Пиренеи, оставив после себя несколько гарнизонов. Их захватывали по одному, пока в руках французов не осталась одна Барселона.

## Предыстория
После того, как 9 января 1812 года осада Валенсии закончилась капитуляцией Испании, французская армия временно приостановила действия из-за болезни маршала Луи Габриэля Сюше. Отвод войск для запланированного вторжения Наполеона в Россию сделал невозможными дальнейшие завоевания. Сюше, страдающий из-за необходимости слишком сильно растягивать свои войска, в этом году практически не предпринимал никаких действий. 21 июля 1812 года командир одной из его дивизий, дивизионный генерал Жан Изидор Арисп, нанёс удар по испанской армии генерала Хосе О’Доннелла в первой битве при Касталье. Это убедило Томаса Мейтленда отказаться от вторжения в Каталонию одновременно с суши и моря; вместо этого он высадил свою небольшую англо-союзную армию в Аликанте, контролируемом испанцами. Тем летом и осенью Артур Уэлсли, маркиз Веллингтон, победил французов в битве при Саламанке, захватил Мадрид, но после осады Бургоса был оттеснён в Португалию. Во время этих важных событий Сюше и Мейтланд в основном вели себя пассивно.

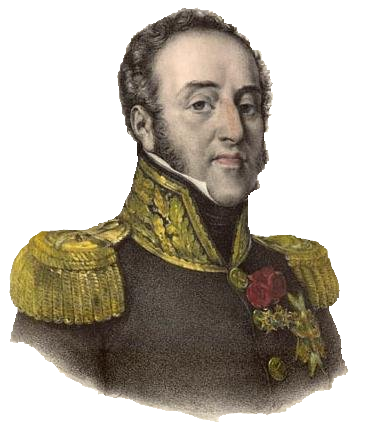
Луи Габриэль Сюше

После того, как Мейтланд в сентябре заболел, его заменили генералы Джон Маккензи, Уильям Генри Клинтон, Джеймс Кэмпбелл и Джон Мюррей. Последний отразил атаку Сюше в битве при Касталье 13 апреля 1813 года, но, перестраховавшись, отступил после своей победы. По совету Веллингтона в июне Мюррей предпринял атаку с моря. Во время осады Таррагоны робость Мюррея вынудила его упустить верный шанс завоевать слабо защищённый порт. Опасаясь, что к осаждённым на помощь придут Сюше и дивизионный генерал Мориса Матьё, он приказал поспешно отступить, безо всякой нужды бросив 18 тяжёлых осадных пушек. Мюррей был немедленно заменён лордом Бентинком.
Решающая победа Веллингтона в битве при Витории 21 июня 1813 года не позволила Сюше удержать провинции Валенсия и Арагон. Бригадный генерал Мари Огюст Пари, постоянно подвергавшийся преследованиям со стороны партизан Франсиско Мины, 10 июля покинул Сарагосу и бежал через Пиренеи во Францию. 5 июля Сюше покинул Валенсию и отступил в Таррагону, оставив гарнизоны в нескольких городах. Французский маршал, которого Бентинк практически не беспокоил, уничтожил укрепления Таррагоны и отступил к Барселоне.
Во время своего отступления в конце июля Сюше остановился в Вильяфранка. Пробыв там около месяца, французы вышли к реке Льобрегат. Бентинк осторожно двинулся вперёд, чтобы занять оставленную территорию, достигнув Вильяфранка 5 сентября. Наконец, британский генерал объединил силы с испанским генералом Франсиско Копонс-и-Навиа, и теперь под его командованием было 28 тыс. солдат, разбросанных между Таррагоной, Вильяфранка и Ордалем.

## Битва

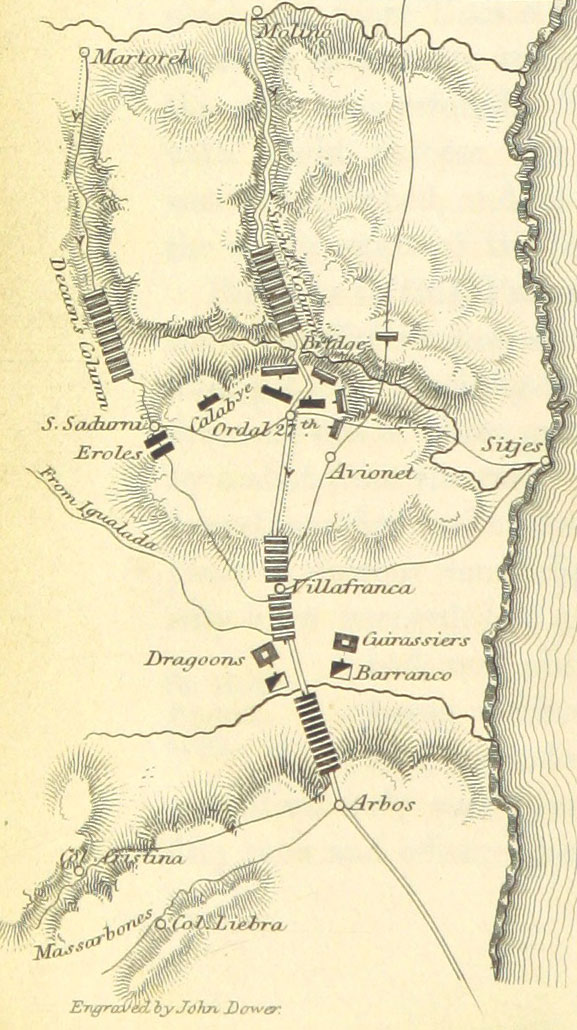
Карта битвы при Ордале

Оставив в Вильяфранка 10,5 тыс. солдат, ранним утром 12 сентября Бентинк сопровождал авангард Фредерика Адама в 1,5 тыс. человек на восток от перевала близ Ордаля. Эта позиция, позволяющая блокировать хорошую дорогу, была хорошо известна как прекрасное место для обороны. В своё время испанская армия возвела там полевые укрепления, которые были почти полностью разрушены в 1810 году. Двигаясь на юго-восток от Сан-Садурни-д’Анойи, полковник Торрес прибыл на высоту у Ордаля с 2,3 тыс. испанскими солдатами из дивизии генерала Педро Сарсфельда. Кавалерийский патруль, отправленный на 10 км на восток, не нашёл французов. Прежде чем ехать обратно в Вильяфранка, Бентинк заверил Адама, что позиция совершенно безопасна.

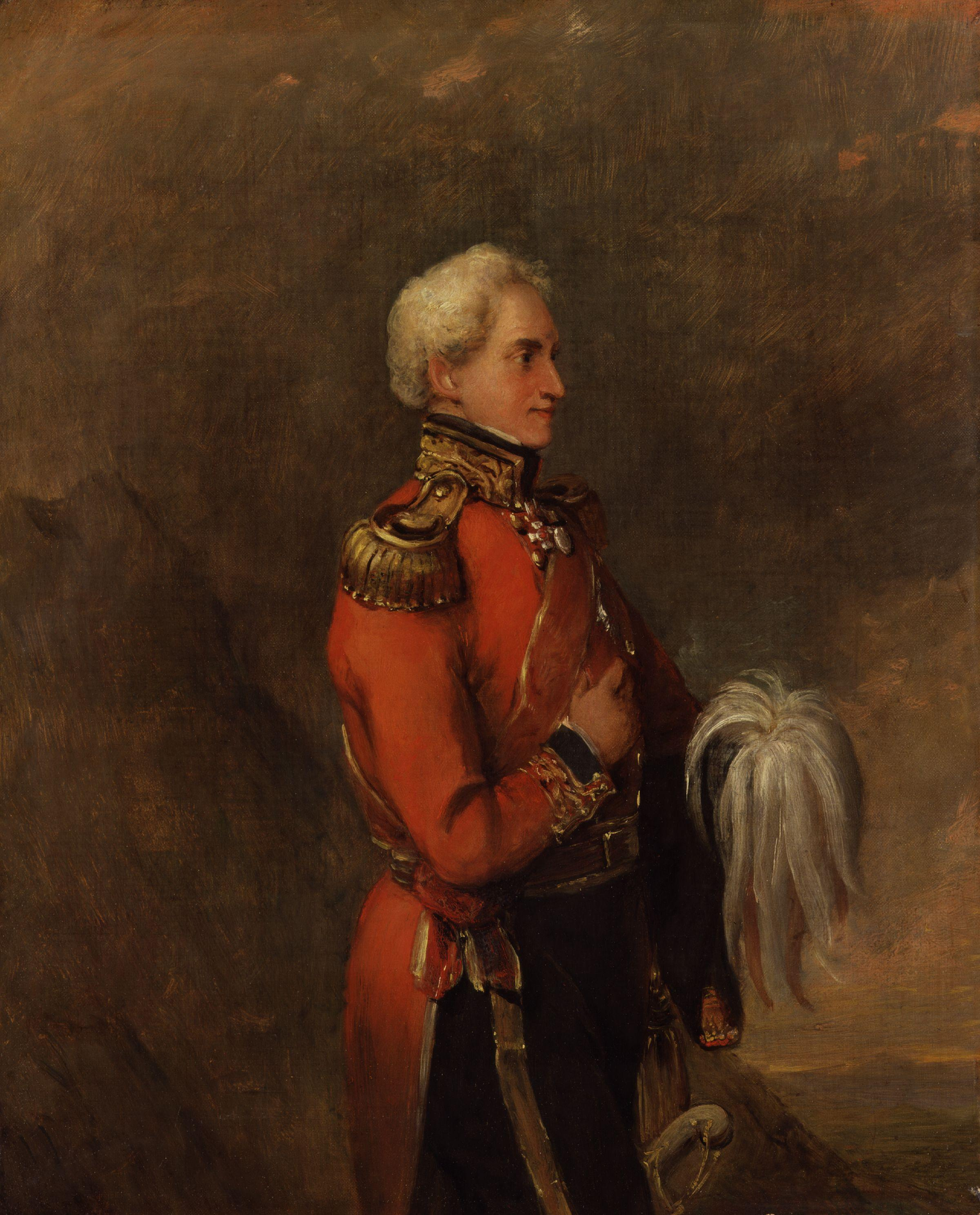
Сэр Фредерик Адам

Подразделение Адама состояло из 2-го батальона 27-го пехотного полка, по одной стрелковой роте из швейцарского полка De Roll и 4-го пехотного батальона Королевского германского легиона, одного батальона войск Calabrian и четырёх артиллерийских орудий. Торрес командовал пехотными полками Badajoz, Tiradores de Cadiz и Volunteers of Aragon. Другой источник вместо Badajoz указывает Grenadiers of Ultonia и отмечает, что в отряде было только по одному батальону из каждого испанского полка.
Адам разместил калабрийцев на своём левом фланге. Четыре орудия были размещены через дорогу при поддержке двух стрелковых рот и двух рот 27-го полка. Торрес развернул своих людей в шеренгу справа от орудий. На крайнем правом фланге Адам разместил оставшиеся восемь рот 27-го полка. Группа из 150 всадников стояла в тылу; это были гусары полка Чёрных брауншвейгцев. Вечером Адам приказал своими людям спать на боевых постах. Он пренебрёг безопасностью, не рассылая патрули и не установив аванпост на мост в Льедонере, который пересекал глубокое ущелье всего лишь чуть более чем в километре от высоты у Ордаля.

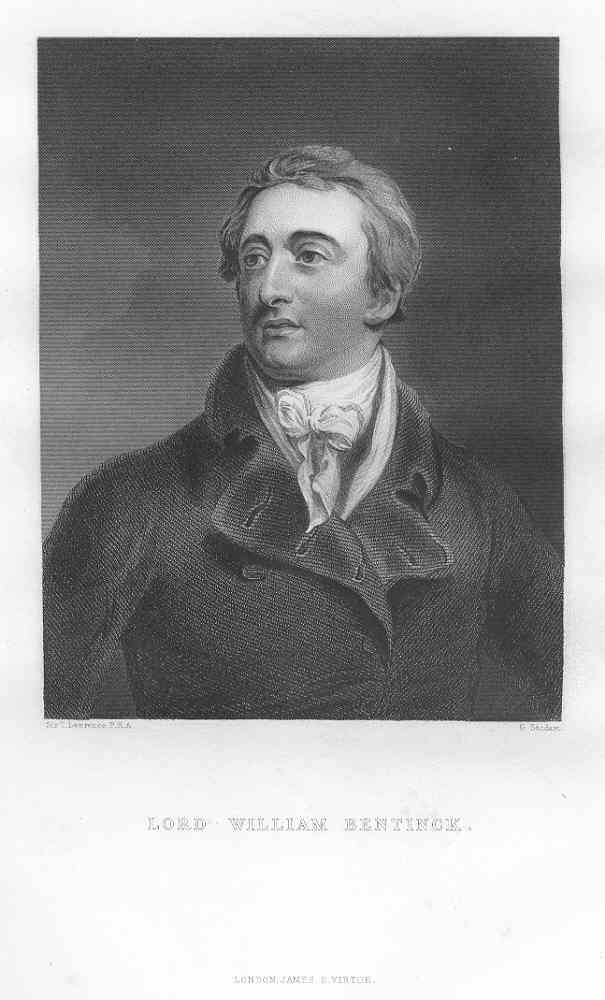
Лорд Уильям Бентинк

В тот вечер Сюше отправился из Молинс-де-Рей на запад с войском в 12 тыс. солдат, состоящим из 2-й дивизии Ариспа, 3-й дивизии дивизионного генерала Пьера Жозефа Абера и кавалерии. Дивизия Ариспа включала по два батальона из 7-го, 44-го и 116-го линейных пехотных полков. Дивизия Абера содержала по два батальона из 14-го, 16-го и 117-го линейных пехотных полков. Кавалерия Сюше в 1750 клинков включала по четыре эскадрона из 4-го гусарского, 13-го кирасирского и вестфальского шеволежерского полков, а также три эскадрона из 24-го драгунского полка. Историк Дигби Смит указывает в качестве командира кавалерийской дивизии дивизионного генерала Андре Жозефа Буссара, а в качестве его заместителя бригадного генерала Мейерса (Meyers); вероятно, имеется в виду Бернар Менра Фредален Мейе де Шоансе. Однако другой источник утверждает, что Буссар умер месяцем ранее. Другие данные свидетельствуют о том, что кавалерию Сюше в это время возглавлял бригадный генерал Жак Антуан Адриан Делор.
Вторая французская колонна под командованием дивизионного генерала Шарля Матье Изидора Декана, насчитывавшая 7 тыс. человек, вышла из Мартореля и взяла путь на юго-запад. Как и у колонны Сюше, её целью было атаковать силы Бентинка в Вильяфранка. Источники не указывают состав войска Декана.
Сюше покинул Молинс-де-Рей ранним вечером. Быстро маршируя, его войска прибыли в 11:00 вечера к Ордалю. К своему удивлению он обнаружил, что союзники не удосужились выставить аванпосты. Сюше переправил свои войска через неохраняемый мост и направил их в гору к спящим союзникам. Подозрительный шум заинтересовал испанский кавалерийский патруль, который подъехал вперёд, чтобы посмотреть, что происходит. Кавалеристы были встречены мушкетным залпом, который разбудил людей Адама. Впереди дивизии Ариспа бригадный генерал Жан Мекло повёл батальоны 7-го линейного полка в атаку. На полпути вверх по склону французы наткнулась на окоп, удерживаемый четырьмя испанскими пехотными ротами. Защитники отступили к другому полевому укреплению выше по склону холма. После того, как к ним присоединилось ещё больше испанцев, они начали контратаку, которая ненадолго оттеснила солдат 7-го полка.

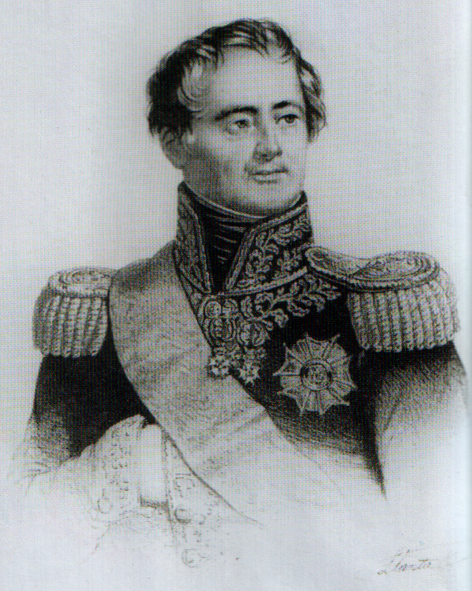
Шарль Декан

Когда к ним присоединились батальоны 44-го полка, солдаты 7-го снова атаковали и опрокинули оборону испанского редута, убив многих его защитников. Сюше ввёл в бой новые войска, направив дивизию Абера слева, а вторую бригаду Ариспа в поддержку Мекло. Атака французов распространялась все дальше и дальше влево, начиная давить на правый фланг союзников. Тома Робер Бюжо, тогда ещё капитан 116-го линейного полка, повёл свои войска через ущелье по узкой тропинке к югу от моста. Его батальон прибыл впереди основной части 27-го полка. В начале боя Адам был ранен и передал командование полковнику Ривзу, который впоследствии был также ранен. Тем временем испанцы, особенно Tiradores de Cadiz полковника Антони Брея и гренадеры Рафаэля Ларруды, отважно сражались под их командованием. Однако французские войска окончательно обошли союзников с флангов и те не выдержали. Когда солдаты союзников начали бежать, Сюше пустил в погоню за ними 4-й гусарский полк Делора. Брауншвейгские гусары тут же остановили преследователей, но тем удалось захватить все четыре британских орудия, которые были уведены до окончания боя. Всего 4-й гусарский полк захватил около 500 пленных.
Потерявшие совсем немного людей в бою калабрийцы под командованием полковника Кэри отступили на северо-запад. Ночью они столкнулись с авангардом колонны Декана и были вынуждены быстро повернуть на юг. Пройдя позади наступающей колонны Сюше, солдаты Кэри достигли побережья, где были подобраны кораблями союзников. Войска Торреса и около 150 человек 27-го пехотного полка бежали в направлении Сан-Садурни и оттуда без происшествий достигли Вильяфранка.

## Итог
Испанские потери составили 87 убитых, 239 раненых и 132 пропавших без вести. Бригада Адама потеряла 75 убитых, 109 раненых и 333 пропавших без вести. Всего союзники потеряли в Ордале 975 человек. Французские потери оцениваются примерно в 300 человек. Другой источник указывает, что французы потеряли 270 человек и что один только 27-й пехотный полк потерял 360 человек. Третий источник сообщает о гораздо более высоких потерях французов, 171 убитых и 600—700 раненых.
Услышав новость об Ордале и обнаружив, что Декан надвигается на него с северо-востока, Бентинк покинул Вильяфранка. На противоположной стороне города он лично развернул свою конницу в качестве арьергарда. Его войско в 770 человек включало в себя по два эскадрона из 20-го лёгкого драгунского, Брауншвейгского гусарского и Сицилийского кавалерийского полков, а также один отряд Иностранного гусарского полка. Потери союзников составили 25 убитых, 69 раненых и 40 пропавших без вести, в общей сложности 134 человек. Французские потери составили 7 офицеров и 100 человек из 1750 в четырёх полках. Этим сражением закончилось преследование Сюше.

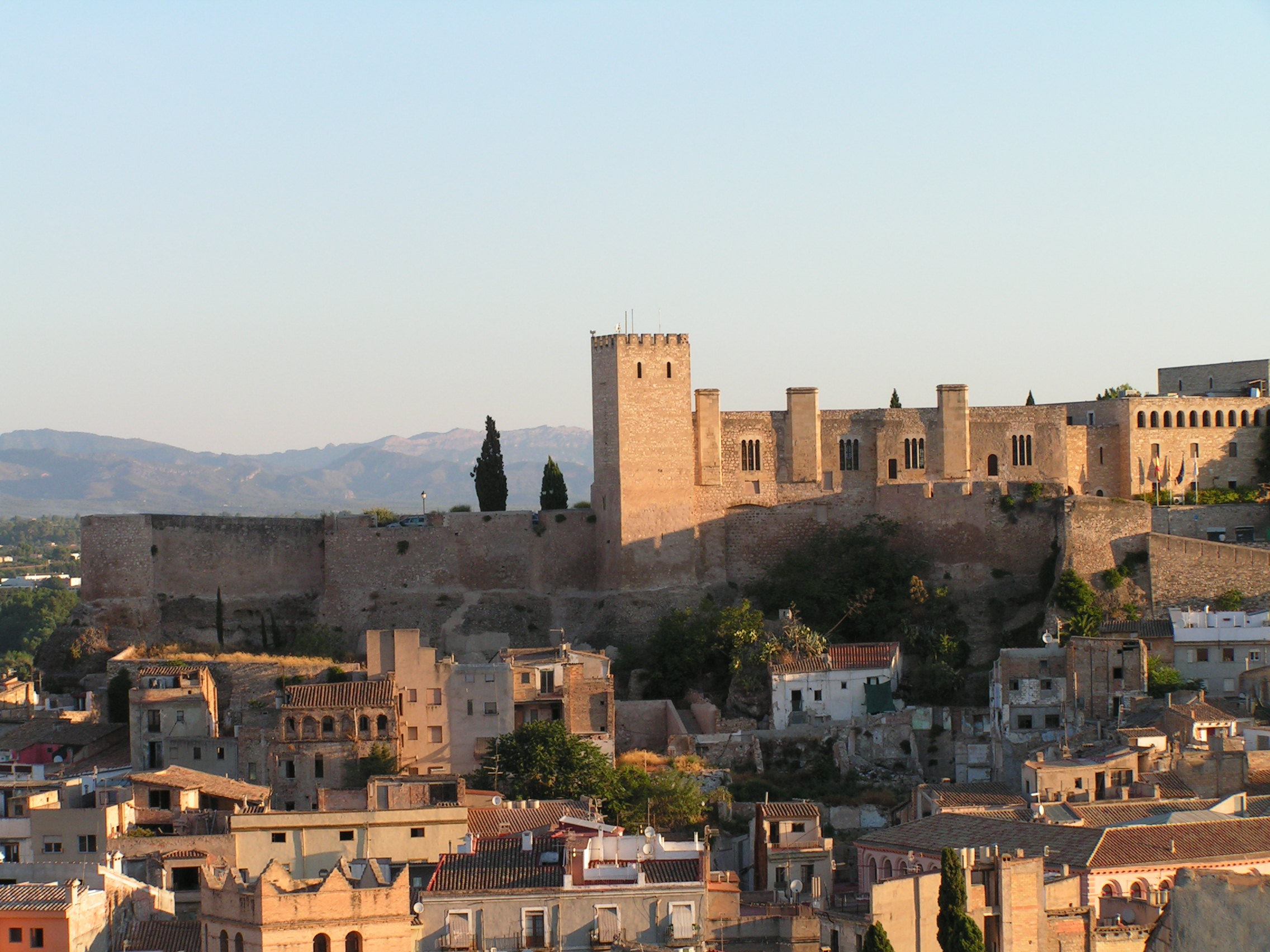
Крепость Тортосы

После битвы Бентинк в депеше Веллингтону признал своё поражение. Он хвалил храбрость своих британских и испанских солдат. Затем он передал командование генерал-лейтенанту Уильяму Генри Клинтону и отплыл обратно на Сицилию. После войны Торрес и Брей были награждены за храбрость в бою.
К концу 1813 года силы Сюше в Каталонии насчитывали 46 тыс. человек. Его полевые силы включали в себя 1-ю дивизию дивизионного генерала Луи Франсуа Феликса Мюнье (3561 человек), 2-ю дивизию бригадного генерала Клода Мари Жозефа Паннтье (3073), 3-ю дивизию Матье (2373), 4-ю дивизию Абера (3975), 5-ю дивизию дивизионного генерала Максимилиана Ламарка (4205), 2501 кавалеристов, 3 тыс. артиллеристов и прочие войска. У французов было 9493 военнослужащих в гарнизонах в Тортосе, Лериде и Сагунто, 1605 в Жероне, 1742 в Фигерасе, 5844 в Барселоне и 4918 в прочих небольших крепостях.
Новый командир Клинтон отказался связываться с коварным Сюше. Поскольку в ближайшее время дальнейших боевых действий не планировалось, союзная армия на востоке Испании была разделена и отправлена для усиления армии Сицилии и Веллингтона. Тем временем Сюше был вынужден распустить свои немецкие подразделения, поскольку их государства вышли из альянса с Францией. После того, как Наполеон приказал отправить большое количество войск на защиту восточной Франции, в полевой армии Сюше осталось только 17 тыс. человек. Он оставил большую часть Каталонии, за исключением Барселоны и Фигераса. Благодаря хитрости офицер Хуан Ван Хален смог обеспечить мирную капитуляцию 1,9 тыс. военнослужащих в крепостях Лериды, Мекиненсы и Монсона. Только бригадный генерал Луи Бенуа Робер, командовавший гарнизоном Тортосы, не поддался на уловку испанцев.
В конце концов Сюше был вынужден отступить к Пиренеям. К апрелю 1814 года его армия насчитывала только 16 110 военнослужащих. Из них в дивизии Ламарка было 8491 человек в 11 батальонах, бригада Мекло насчитывала 3990 солдат в семи батальонах, в кавалерии было 1449 военнослужащих в семи эскадронах, а в артиллерии 2180 артиллеристов и 24 орудия. Постепенно все укрепления сдались англо-испанским войскам, за исключением Барселоны, где Абер оказал фанатичное сопротивление. Через несколько недель после того, как Наполеон отрёкся от престола, Абера наконец убедили сдаться, и последний след французской оккупации в Испании исчез.